# Polygonum tenue
Polygonum tenue là một loài thực vật có hoa trong họ Rau răm. Loài này được Michx. miêu tả khoa học đầu tiên năm 1803.